# Neviglie
Neviglie é uma comuna italiana da região do Piemonte, província de Cuneo, com cerca de 419 habitantes. Estende-se por uma área de 8 km², tendo uma densidade populacional de 52 hab/km². Faz fronteira com Mango, Neive, Treiso, Trezzo Tinella.

## Demografia
| Variação demográfica do município entre 1861 e 2011                               |
|                                                                                   |
| Fonte: Istituto Nazionale di Statistica (ISTAT) - Elaboração gráfica da Wikipedia |